# Богуслав из Михаловиц
Богуслав из Михаловиц (чеш. Bohuslav z Michalovic; 1565 — 21 июня 1621, Прага, Чешское королевство) — чешский политический деятель. Принадлежал к жатецкой мещанской семье, которая в 1571 году получила рыцарское достоинство. Был заместителем писаря в придворной канцелярии Чешского королевства (1590—1611), вице-канцлером (1611—1617). Примкнул к антигабсбургскому восстанию 1618 года, стал бургграфом Градецкого края и членом Директории. После поражения был приговорён к смерти за измену, оскорбление величества и подстрекательство народа к мятежу, казнён на Староместской площади вместе с 26 своими товарищами. Император Фердинанд II особым распоряжением заменил четвертование на простое отсечение головы. Очерёдность во время казни зависела от социального положения осуждённых, и Богуслава обезглавили десятым в общем списке и седьмым из рыцарей. Его голова была выставлена на всеобщее обозрение на Староместской мостовой башне.
Имя Богуслава из Михаловиц выбито на мемориальной доске, которую установили на стене Староместской ратуши. О казни его и товарищей напоминают кресты на брусчатке Староместской площади.